# Takanori Maeno
Takanori Maeno (jap. 前野 貴徳 Maeno Takanori; ur. 14 kwietnia 1988) – japoński piłkarz występujący na pozycji obrońcy. Obecnie występuje w Albirex Niigata.

## Kariera klubowa
Od 2011 roku występował w klubach Ehime FC, Kashima Antlers i Albirex Niigata.